# Liste der deutschen Botschafter in San Marino
Die Liste der deutschen Botschafter in San Marino enthält die Botschafter der Bundesrepublik Deutschland in San Marino.
Die Republik San Marino ist seit dem 12. Jahrhundert ein unabhängiges Staatswesen. Die staatliche Souveränität San Marinos wurde auf dem Wiener Kongress 1815 bestätigt.
Die Bundesrepublik Deutschland und San Marino haben am 1. Oktober 1995 diplomatische Beziehungen aufgenommen. Allerdings unterhält Deutschland keine Botschaft in dem Land. Die deutschen Botschafter in Rom sind in San Marino doppelakkreditiert. Für die konsularischen Beziehungen ist das deutsche Generalkonsulat in Mailand zuständig. Der für Deutschland zuständige Botschafter San Marinos nimmt seine Funktion von New York aus wahr.
| Name                     | Amtszeit  |
| ------------------------ | --------- |
| Dieter Kastrup           | 1995–1998 |
| Fritjof von Nordenskjöld | 1998–2000 |
| Klaus Neubert            | 2001–2004 |
| Michael Gerdts           | 2004–2007 |
| Michael Steiner          | 2007–2010 |
| Michael Gerdts           | 2010–2012 |
| Reinhard Schäfers        | 2012–2015 |
| Susanne Wasum-Rainer     | 2015–2018 |
| Viktor Elbling           | 2018–2023 |
| Hans-Dieter Lucas        | seit 2023 |